# 土曜日のタマネギ
「土曜日のタマネギ」（どようびのタマネギ）は、1986年5月21日にリリースされた斉藤由貴の6枚目のシングルである。発売元はキャニオン・レコード。

## 概要
作詞の谷山浩子はアルバム『水玉時間』でセルフカバーした。
アルバム『ガラスの鼓動』からシングル・カットされ、12インチ・シングルとしてリリースされた。本編はアカペラとなっている。
アカペラ・コーラスにはデビューシングルの発売を翌月に控えていた久保田利伸をはじめ、亀井登志夫、武部聡志、崎谷健次郎、谷山浩子、さらに担当ディレクターでもある元甲斐バンドの長岡和弘が参加している。
同ジャケット・カップリングのCDシングル（S10A0040）は、通常のヴァージョン（アルバム・ヴァージョン）が収録されている。MEG-CD発売盤（C12AH-00491）には、両曲とも12"ヴァージョンで収録されている。
2曲とも富士フイルム「AXIA」のイメージソングとなった。

## 収録曲
1. 土曜日のタマネギ
  - 作詞: 谷山浩子／作曲: 亀井登志夫／編曲: 武部聡志
2. AXIA -かなしいことり-
  - 作詞: 銀色夏生／作曲: 銀色夏生／編曲: 武部聡志